# Elefante-marinho-do-norte
O elefante-marinho-do-norte (Mirounga angustirostris), também conhecido com elefante-marinho-boreal ou foca-elefante-do-norte é um mamífero semi-aquático carnívoro e pinípede, uma das duas espécies de elefante-marinho (a outra é o elefante-marinho-do-sul) que habita o Hemisfério Norte e no Pacífico. Ele é um membro da família Phocidae ("focas verdadeiras"). A foca-elefante tem seu nome devido a sua grande dimensão e de grandes nariz prolongado em uma probóscide (tromba) nos machos, que é usado como caixa de ressonância ao fazer ruídos, rugindo extraordinariamente alto, especialmente durante a época de acasalamento. O dimorfismo sexual é grande na espécie: os machos podem crescer até 4,5 m e 2,5 toneladas, ao passo que as fêmeas crescem até 2 m e pesar 640 kg. Do mesmo modo que todos os pinípedes, o sistema de acasalamento é altamente polígamo, com haréns de até 20 ou mais fêmeas para cada macho. Um macho bem sucedido é capaz de emprenhar até 50 fêmeas em uma temporada reprodutiva.

## Descrição
O enorme elefante-marinho-do-norte macho tipicamente pesa 1.500-2.300 a 3.300 kg e mede 4–5 m, embora alguns machos podem pesar até 3.700 kg.  As fêmeas são muito menores e pode variar 400–900 kg no peso, ou cerca de um terço do volume corporal do macho, e medir 2,5-3,6 m . Os machos dos elefantes-marinhos-do-sul são, em média, maiores do que os das espécies do norte, mas as fêmeas em ambos estão em torno do mesmo tamanho, que indica o nível ainda mais elevado de dimorfismo sexual na espécie do sul. Tanto adultos quanto elefantes-marinhos juvenis são de pele escura antes de muda. Após a muda, eles geralmente têm uma cor prata para cinza escuro que se desvanece ao marrom-amarelo e castanho. Os machos adultos têm pescoços nus salpicados com tons rosados, brancos e castanho claro. Os filhotes são em sua maioria negros no nascimento e mudam para um cinza-prata após o desmame.
Os olhos são grandes, redondos e pretos. A largura dos olhos e uma elevada concentração de pigmentos de luz baixas sugerem que a vista desempenha um papel importante na captação de presa. Como todos as focas, elefantes marinhos tem membros posteriores atrofiados cujas extremidades são subdesenvolvidos formando a cauda e barbatana caudal. Cada um dos "pés" pode implantar cinco dedos longos e recobertos por membranas. Estes são usados para impulsionar os movimentos na água. As barbatanas peitorais são pouco usadas enquanto nada. Enquanto os seus membros posteriores são impróprios para locomoção em terra, elefantes-marinhos usam suas nadadeiras como apoio para impulsionar seus corpos. Eles são capazes de impulsionar-se rapidamente (como apenas 8 km / h), desta forma para viagens de curta distância, para voltar à água, apanhar uma fêmea ou perseguir um intruso.
Uma característica única do elefante-marinho-do-norte é que desenvolveu a capacidade de armazenar as células vermelhas do sangue oxigenado dentro de seu baço. Em um estudo de 2004 os pesquisadores utilizaram ressonância magnética para observar as mudanças fisiológicas do baço de 5 filhotes de focas-elefantes durante mergulhos simulados. Por 3 minutos, o baço, em média contratada para um quinto do seu tamanho original, indicando uma contração simpático relacionados com mergulho do baço. Além disso, observou-se um atraso entre a contração do baço e do aumento do hematócrito no sangue em circulação, e atribuída ao seio hepática. Esta estrutura cheio de líquido é inicialmente expandiu devido à pressa de RBC do baço e libera lentamente as células vermelhas do sangue no sistema circulatório através de uma veia cava esfíncter muscular encontrado no aspecto cranial do diafragma. Esta capacidade de introduzir lentamente RBC na corrente sanguínea é susceptível de impedir quaisquer efeitos nocivos causados por um rápido aumento do hematócrito.